# Sarov (ort i Azerbajdzjan, Goranboj)
Sarov är en ort i Azerbajdzjan.   Den ligger i distriktet Goranboj, i den centrala delen av landet, 280 km väster om huvudstaden Baku. Sarov ligger 199 meter över havet och antalet invånare är 356.
Terrängen runt Sarov är lite kuperad. Runt Sarov är det ganska tätbefolkat, med 70 invånare per kvadratkilometer.. Närmaste större samhälle är Ganja, 20,0 km väster om Sarov.
Trakten runt Sarov består till största delen av jordbruksmark.